# Ethnisch-religiöse Gruppe
Die nicht genau definierte Bezeichnung ethnisch-religiöse Gruppe (oder ethno-religiöse Gruppe sowie weitere Varianten) wird verwendet, um Gruppen zu bezeichnen, für deren Abgrenzung sowohl ethnische als auch religiöse Aspekte maßgeblich sind. Die ethnisch-religiöse Gruppe ist (wie die ethno-regionale oder ethno-linguistische Gruppe) eine Unterkategorie von Ethnizität, die auf dem kollektiven Glauben an eine gemeinsame Kultur und Abstammung basiert.
Im engeren Sinne bezeichnet der Begriff Gruppen, deren religiöse und ethnische Traditionen historisch miteinander verbunden sind.
In der Soziologie wird diese Definition weiter präzisiert: Es ist entscheidend, dass sich der Einzelne – unabhängig von seinem persönlichen Glauben – insbesondere Symbolen, Objekten und gemeinsamen Handlungen der traditionellen Religionsgemeinschaft verpflichtet fühlt, um seine Zugehörigkeit zur Ethnie zum Ausdruck zu bringen. Dieses Verhalten dient dem Erhalt der ethnischen Identität sowie der Abgrenzung von anderen Gemeinschaften.

## Charakteristika
Laut dem Historiker Robert P. Swierenga sind die Elemente, die als Merkmale einer ethno-religiösen Gruppe definiert werden, social character (Sozialcharakter), historical experience (historische Erfahrung) und theological beliefs (theologische Überzeugungen).

## Identitätsbildung und -wahrung

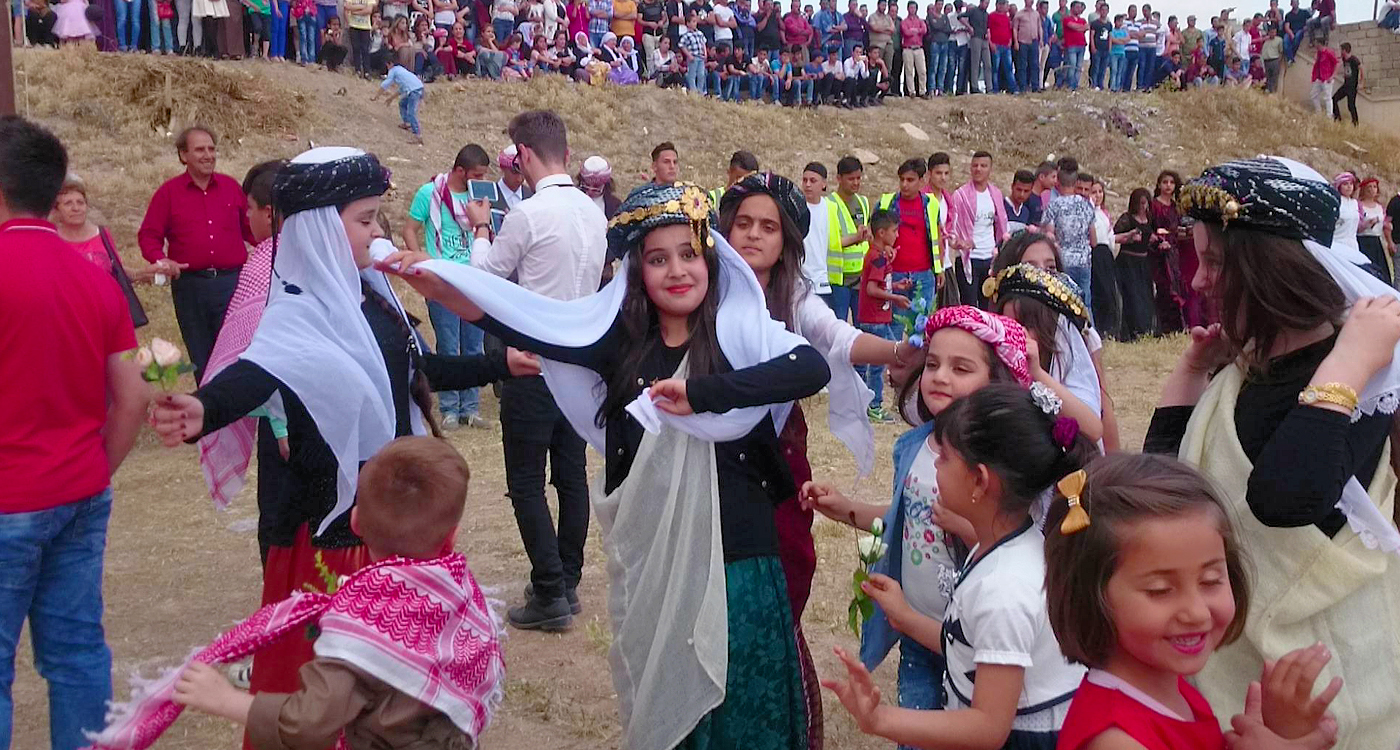
Jesiden in traditioneller Kleidung in Baschiqa feiern das jesidische Fest Tawwaf. (2016)

Ethnisch-religiöse Gemeinschaften definieren ihre ethnische Identität über eine gemeinsame, regelmäßig durch Abstammung vermittelte Religion, zudem in der Regel durch eine gemeinsame Geschichte, eine eigene kulturelle Tradition mit gemeinsamer Sprache und Literatur, eine gemeinsame geografische Herkunft und/oder eine (erfundene) Abstammung von einem oder einer Vielzahl von gemeinsamen prominenten Vorfahren. Oft stellen ethnisch-religiöse Gruppen sowohl religiöse Minderheiten als auch ethnische Minderheiten innerhalb einer größeren Gemeinschaft dar, oder sie formieren sich in Reaktion auf die Unterdrückung durch eine dominante religiöse Gruppe oder durch eine Staatsreligion. So entstehen ethnisch-religiöse Gruppen immer wieder neu in der Diaspora; insbesondere durch Migration und Flucht wie im Falle der Hugenotten lösen sie sich aber auch oft wieder auf.
Jonathan Fox, ein Erforscher religiöser Konflikte, schlägt als operationales Abgrenzungskriterium vor, dass 80 % der Mitglieder einer ethnischen Minderheitsgruppe einem von der in ihrem Staat vorherrschenden Religion abweichenden Glauben anhängen sollen, damit man sie als ethnisch-religiöse Minderheitsgruppe bezeichnen könne. Oft wird jedoch wie z. B. in Kanada die individuelle Selbstzuordnung als Kriterium der Zugehörigkeit betrachtet, da objektive Daten über die Herkunft schwer zu ermitteln sind.

## Symbolische Identitätsbildungsstrategien

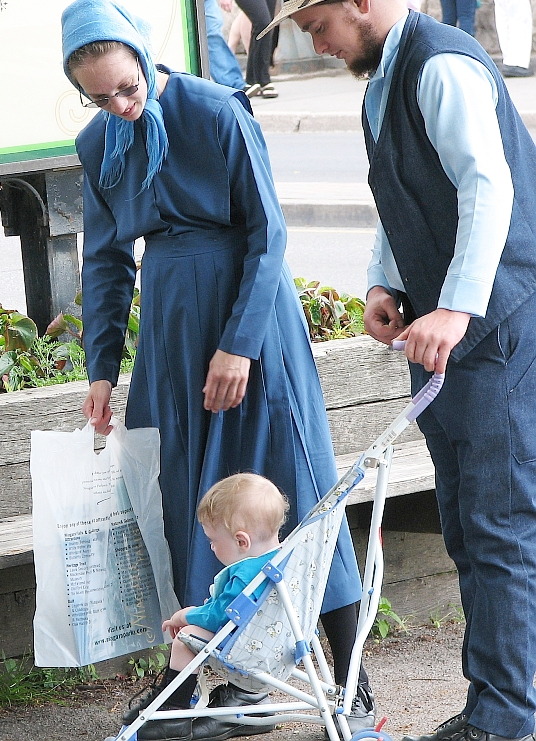
Amische in den USA tragen Kleidung, die sie von der Mehrheits-Bevölkerung abgrenzt (2007)

Charakteristisch für ethnisch-religiöse Gruppen ist, dass sie die symbolische Abgrenzung (durch Rituale, Kleidung, eigene Feiertage usw.) von der Umwelt zur Wahrung ihrer Identität mit teils hoher Energie betreiben. Diese Aktivitäten gehen über die Ausübung religiöser Kulte hinaus („symbolische Ethnizität/Religiosität“), werden aber in Verfolgungssituationen natürlich kaum gezeigt. Herbert J. Gans unterscheidet dabei genauer zwischen symbolischen Identitätsbildungsstrategien von religiös-ethnischen (z. B. der Juden oder Parsen, sog. Sakralisierung der Ethnie) und ethnisch-religiösen Gruppen (z. B. der russisch-orthodoxen Christen in den USA, sog. Ethnisierung der Religion). Mit den Aktivitäten der Identitätswahrung gehen gelegentlich Strategien der strikten Kontaktvermeidung, hohes Misstrauen gegenüber der Umwelt und Fundamentalismus einher.
In einer ethnisch-religiösen Gruppe wird besonderer Wert auf religiöse Eheschließung (Innenheirat, sog. religiöse Endogamie) als Mittel zur Erhaltung der Stabilität und historischen Langlebigkeit der Gemeinschaft und Kultur gelegt. Dieses Festhalten an religiöser Endogamie kann mit ethnischem Nationalismus verbunden sein. Donabed und Mako weisen in einer Studie über die syrisch-orthodoxen Christen darauf hin, dass Eliten eine Identität als ethnisch-religiöse Gruppe auch „erträumen“ und versuchen können, diese soziale Konstruktion mit politischen Mitteln durchzusetzen. In Verfolgungssituationen kam es auch immer wieder vor, dass sich ethnisch-religiöse Gruppen aus Schutzgründen mit anderen Gruppen vermischen. Das gilt vor allem für Frauen. Einige ethnisch-religiöse Gruppen sind offenbar durch Fusion sehr heterogener ethnischer Gruppen entstanden, was DNA-Analysen z. B. für die Drusen ergeben, die eine Verwandtschaft mit nahöstlichen, türkischen und indoeuropäischen Bevölkerungsgruppen zeigen, was eher eine gemeinsame Herkunftsregion in der südöstlichen Türkei als eine ethnische Homogenität indiziert.
Während Tanja Wettach-Zeitz den Dogmatismus nationalistisch-klerikaler Eliten als Bedingung für die Stabilität vieler solcher Gruppen betont, sehen Dorothea Lüddeckens und Rafael Walthert die besondere Stabilität und den Konservatismus vieler ethnisch-religiöser Gruppen darin begründet, dass die Zugehörigkeit zu ihnen unabhängig von individuellen Entscheidungen ist und dass kollektive Akteure fehlen, die die Gemeinschaft durch Entscheidungen verändern könnten. Gekoppelt an Ethnizität könne die religiöse Gemeinschaft ihre traditionelle Praxis unabhängig von solchen Entscheidungen wahren.

### Ethnisierung von Religion

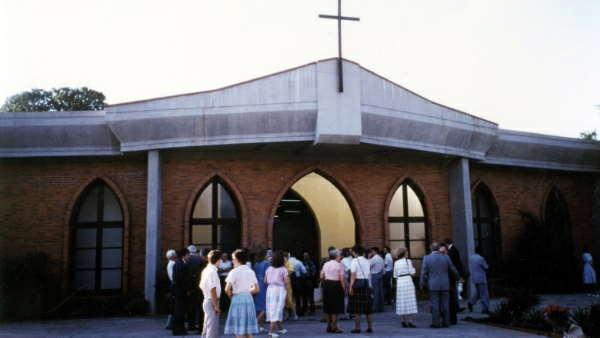
Weltkonferenz der Mennoniten, Paraguay 1987

Der französische Anthropologe Emmanuel Todd weist 2017 darauf hin, dass der endogame Raum in vielen alten Kulturen primär durch die Religionszugehörigkeit bestimmt wurde (sogenannte religiöse Endogamie). Eine extreme Endogamie konnte zur Ethnisierung der Religion führen.
In der amerikanischen Gesellschaft gilt Religion auch heute noch geradezu als identity marker von Kultur oder Ethnizität. Von einer Ethnisierung der Religion spricht man, wenn sich Gemeinschaften von Migranten religiöse Traditionen verstärkt aneignen und pflegen, um ihre ethnische Identität zu reproduzieren, vor allem im Übergang von der ersten zur zweiten und den folgenden Generationen. Von einer Ethnisierung der Religion kann man auch sprechen, wenn ethnische Gemeinschaften von Migranten im Zielland eine neue Religion annehmen, um sich von der Umwelt abzugrenzen und eine Assimilation z. B. an ein liberales Wertesystem zu vermeiden. Das gilt etwa für extrem konservative evangelikale Gruppen koreanischer Einwanderer in den USA oder für freikirchliche Russlanddeutsche in Deutschland, die jedoch keine neue Religion annehmen, sondern ihre meist mennonitischen Wurzeln durch Bildung eigener Gemeinden bewahren wollen. In Paraguay sind Mennoniten verschiedener Herkunft zu einer deutschsprachigen („Plautdietsch“) ethnisch-religiösen Gruppe verschmolzen, die auch aus Sicht der Mehrheitsbevölkerung eine ethnische Gruppe darstellt.
Eine Ethnisierung der Religionszugehörigkeit kann auch der Vermeidung von religiöser Diskriminierung dienen, wenn in den betreffenden Ländern kein Diskriminierungsverbot aus religiösen Gründen gesetzlich festgeschrieben ist, wie es im angelsächsischen Recht teilweise der Fall ist. Sie kann auch der Entschärfung religiöser Konflikte dienen, die dann freilich die Tendenz haben, sich zu Nationalitätenkonflikten zu entwickeln. So waren die seit den 1970er Jahren verstärkten Versuche des jugoslawischen Staates, den bosnischen Muslimen (den Bosniaken) einen eigenständigen ethnischen Status zuzusprechen und damit eine säkulare bosniakische Identität zu fördern, langfristig nicht geeignet, den latenten Religionskonflikt aus der Welt zu schaffen und den Panislamismus einzudämmen.
Der Politikwissenschaftler Olivier Roy nutzt den Begriff Neo-Ethnizität für das Streben (zumeist junger) Angehöriger einer Religion (etwa Moslems oder Mormonen) nach einer „erneuerten, gemeinsamen Grundlage“. Dabei werden die Inhalte der Religion in einer eigenen Auslegung interpretiert, um damit eine neue ethnische Identität zu konstituieren. In diesem Kontext steht auch die Ideologie der radikal-archaischen Auslegung des Islams im sogenannten Islamischen Staat.

### Sakralisierung der Ethnie
Von einer Sakralisierung einer Ethnie spricht man, wenn eine religiöse Erfahrung exklusiv von einer biologischen oder sozial konstruierten Abstammungsgemeinschaft beansprucht wird, die für sich und für ihr Glaubenssystem einen herausgehobenen Status gegenüber anderen Gruppen beansprucht und diese von ihrem Territorium oder aus der Gesellschaft zu exkludieren versucht (sog. „Stammesexklusivismus“). Eine solche Sakralisierung der Ethnie wird oft durch existenzbedrohende Situationen und Unterdrückungserfahrungen hervorgerufen und führt zur Radikalisierung der Theologie und ihrer Vermischung mit weltlich-politischen Zielen. Ethnische oder religiös motivierte Säuberungen können die Folge sein. So geht Jonathan Fox davon aus, dass die Mehrzahl der heutigen ethnischen Konflikte zugleich religiöse Konflikte sind oder religiöse Formen annehmen, auch wenn die primären Konfliktursachen säkularer Art sind.

## Beispiele für ethnisch-religiöse Gruppen

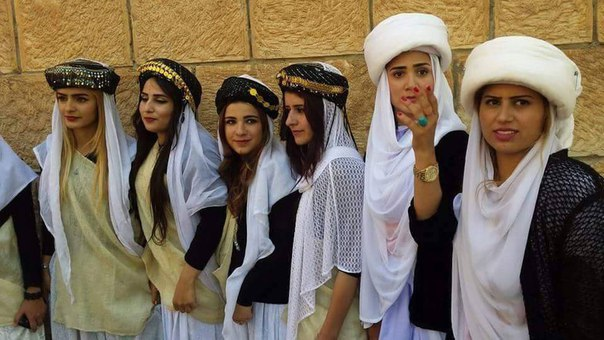
Jesidinnen in traditioneller Kleidung (2016)

Klassische Beispiele für ethnisch-religiöse Gemeinschaften:
- Juden: sie definieren sich als Volk und als Anhänger der jüdischen Religion;[25] die Juden in Israel haben als dortige Mehrheitsgruppe den Prozess der Bildung einer Nation vollzogen
- Assyrer (Suryoye): indigene Bewohner Mesopotamiens, wobei heute die Mehrheit im Westen lebt. Anhänger der syrischen Tradition des Christentums mit diversen Konfessionen.[26]
- Samaritaner: etwa 700 im Westjordanland und bei Tel Aviv (hervorgegangen wie die Juden aus dem Volk der Israeliten)
- Karäer (Karaiten): in Israel, Polen, Litauen und auf der Krim[27]
- Jesiden: im Irak, in Syrien und in der Türkei sowie im Kaukasus in Georgien[28] und in Armenien (dort seit 2002 als eigenständige Ethnie anerkannt)
- Drusen: im Nahen Osten (Staaten der Levante)
- Schabak: im Norden des Irak, Angehörige der Schabak-Ethnie als auch Angehörige des Schabakismus
- Mandäer: im Südirak und in der iranischen Provinz Chuzestan
- Kopten: in Ägypten
- Parsen: in Pakistan und Indien, Anhänger des Zoroastrismus (im Iran bezeichnen sich Anhänger des Zoroastrismus als „Zoroastrier“)
- Sikhs: ihre Ethnizität gründet auf der Kultur des Punjab, so unterscheiden sie zwischen den Punjabi Sikhs (in Indien und der Diaspora) und den Gora Sikhs (Hindi gora „hellhäutig, Europäer“), zum Sikhismus Konvertierte[29]
- Hui-Chinesen, eine der 56 Nationalitäten Chinas[30]
- Amische: in den Vereinigten Staaten
- Hutterer: in den Vereinigten Staaten und Kanada[31]
- Mennoniten alter Ordnung: in Nordamerika
- Altkolonier-Mennoniten: auf dem amerikanischen Doppelkontinent

## Ethnisch-religiöse Identitätsbildung von Nationen und nationalen Minderheiten nach 1918
Der Historiker Emanuel Turczynski (1919–2002) ging davon aus, dass der Nationalismus des 19. und 20. Jahrhunderts die religiösen Bindungen nicht ersetzen konnte. Im Gegenteil spricht er von der identitätsstiftenden und Integrationsfunktion der Religion beim Versuch der Bildung möglichst homogener Nationalstaaten nach 1918. Für die zunehmende Vermischung ethnischer und religiöser Aspekte bei der Herausbildung der Nachfolgenationen des alten Österreich-Ungarn prägte er den Begriff der „Konfessionsnationen“ und verwendete ihn auch für die Autonomiebestrebungen ihrer ethnischen Minderheiten wie der Ruthenen und Siebenbürger Sachsen.
Die spätestens im 17./18. Jahrhundert islamisierten südslawischen Goranen im heutigen Kosovo und die Torbeschen in Nordmazedonien erhielten ihren zugeschriebenen Status als ethnisch-religiöse Minderheitsgruppen erst im Rahmen ihrer Eingliederung in wechselnde Staatsgebilde mit muslimischer bzw. orthodoxer Bevölkerungsmehrheit. Im Ottomanischen Reich waren sie eine Gruppe unter vielen in einem sprachlichen Kontinuum. In Jugoslawien wurden sie als Nicht-Slawen betrachtet, sie selbst sahen sich aber als „Muslime“ im ethnischen Sinn wie viele Bosniaken auch. Die Albaner betrachten sie heute als slawisch sprechende Albaner, während sie in Nordmazedonien als muslimische Mazedonen angesehen werden. Mangels eigener Schriftkultur und historischer Überlieferung ist ihre Selbstdefinition als ethnisch-religiöse Gruppe nur schwach ausgeprägt; die Wahrung ihrer komplizierten Mehrfachidentität erfolgt einerseits durch Tradition und die Abgrenzung von Serben, Albanern bzw. Mazedoniern, andererseits versuchen Politik und intellektuelle Eliten, sie als ethnisch eindeutig zu konstruieren, was bis zur Suche nach Belegen für Abstammungslinien bis hin zu den Illyrern führt.

## „Ethnoreligious group“ als Rechtsbegriff

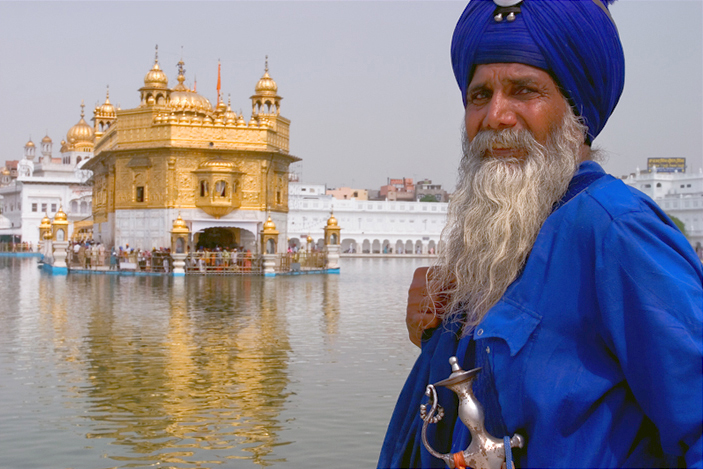
Männliche Angehörige der religiösen Ethnie der Sikhs in Indien sind an ihrem Dastar-Turban erkennbar (im Hintergrund ihr höchstes Heiligtum Harmandir Sahib, um 2009)

### Großbritannien
Ein Schutz gegen Diskriminierung aufgrund der Religion wurde in England nicht auf gesetzlicher Grundlage, sondern nur teilweise durch Rechtsprechung entwickelt. Bis zum Jahr 2000 kannte man nur einen punktuellen Diskriminierungsschutz in Bezug auf Geschlecht, Rasse und Behinderung.
Der britische Antidiskriminierungsgesetzgebung (Anti-Discrimination Act) wurde 1994 nach einem Rechtsstreit ergänzt, in dem es 1983 darum ging, ob ein Sikh-Schüler einen Dastar tragen durfte. Das Gesetz schuf die Voraussetzungen für die Erweiterung des Merkmals „Rasse“ (race) durch die Einbeziehung ethnischer Gruppen mit engen Bindungen an eine Religion und bot daher einen Diskriminierungsschutz zumindest für Juden und Sikhs. Ethno-religious groups sind durch folgende Merkmale definiert:
- eine lange gemeinsame Geschichte, die die Gruppe von anderen unterscheidet, und deren sie sich Gruppe bewusst ist und deren Andenken sie erhält;
- eine besondere kulturelle Tradition, die oft, aber nicht notwendigerweise verbunden ist mit der Beachtung religiöser Gebräuche.

Relevant sind weiterhin ein gemeinsamer regionaler Ursprung, eine gemeinsame Literatur, eine Religion, die sie von den Gruppen der Umgebung unterscheidet und ein Minderheitenstatus bzw. das Merkmal der Unterdrückung durch die Umgebung. Auch wenn der gemeinsame ethnische Ursprung einer solchen Gruppe selten belegbar ist, gelten doch eine geringe Zahl von Austritten aus und Übertritten zu der jeweiligen Religion sowie das Fehlen von Missionierung als Indikatoren für eine hohe ethnische Geschlossenheit.

### Australien
Auch die Gesetzgebung in New South Wales (Neusüdwales) schließt in einer Ergänzung von 1994 zum Antidiskriminierungsgesetz von 1977 ethnoreligiöse Gruppen in das Diskriminierungsverbot aufgrund des Merkmals „Rasse“ ein. Eine Diskriminierung aus rein religiösen Gründen ist im Gesetz hingegen nicht ausdrücklich berücksichtigt, was wiederum im tasmanischen Antidiskriminierungsgesetz von 1998 der Fall ist.

### USA
Beim US-Zensus dürfen sich Menschen nicht nach ihrer Religion, sondern nur nach dem Kriterium „Rasse“ sechs vorgegebenen Kategorien zuordnen (neben denen auch die der Hawaiianer informell akzeptiert wird). Hier kämpfen die Sikhs, die sich in erster Linie religiös definieren, ersatzweise für die Einführung einer neuen „Rassen“kategorie „Sikh“, die ihnen eine größere Sichtbarkeit und Anerkennung im ethnischen und Religionsmix der USA ermöglichen würde. Damit wird die Anerkennung als „Rasse“ zum Behelfsinstrument einer ursprünglich religiös motivierten Identitätspolitik.